# Летние Азиатские игры 1954
Летние Азиатские игры 1954 года (также известные как II Азиада) проходили с 1 по 9 мая 1954 года в столице Филиппин городе Маниле. Эта Азиада по ряду пунктов отличалась от прочих: во-первых, по настоянию Международного Олимпийского комитета из церемонии открытия игр были исключены эстафета с факелом и зажжение огня Игр, дабы они остались символами именно Олимпийских игр (эстафета с факелом была возобновлена начиная с Игр 1958 года); во-вторых, вместо системы медалей атлетам начисляли очки в зависимости от занятого ими места, чтобы впоследствии определять абсолютных чемпионов (от этой системы также впоследствии отказались, так как она оказалась ничем не лучше традиционных медалей). Во II Азиаде приняло участие 970 спортсменов из 19 стран и колоний.

## Церемонии открытия и закрытия
Церемонии открытия и закрытия Игр проходили на стадионе Мемориального спорткомплекса имени Хосе Рисаля. На церемонии открытия присутствовало 20 тысяч зрителей. В связи с тем, что в общем зачёте Игр Филиппины заняли лишь второе место, то на церемонии закрытия Игр было лишь 9 тысяч зрителей.

## Виды спорта
На II Азиатских играх проходили соревнования по 8 видам спорта:
- Лёгкая атлетика
- Водные виды спорта
  - Плавание
  - Прыжки в воду
- Баскетбол
- Бокс
- Футбол
- Стрельба
- Тяжёлая атлетика
- Борьба

Из числа официальных видов спорта Азиатских игр был исключён велоспорт; впервые в программу Игр вошли бокс, борьба и стрельба.

## Страны-участницы
- Афганистан (17 участников)
- Бирма (34 участника)
- Камбоджа (12 участников)
- Цейлон (6 участников)
- Китайская Республика (140 участников)
- Гонконг (47 участников)
- Индия (69 участников)
- Индонезия (85 участников)
- Израиль (4 участника)
- Иран (только 1 спортивный функционер)
- Япония (160 участников)
- Республика Корея (52 участника)
- Непал (9 участников)
- Северное Борнео (3 участника)
- Пакистан (46 участников)
- Филиппины (166 участников)
- Сингапур (54 участников)
- Таиланд (9 участников)
- Южный Вьетнам (165 участников)

## Итоги Игр
| Место | Страна               | Золото | Серебро | Бронза | Всего |
| ----- | -------------------- | ------ | ------- | ------ | ----- |
| 1     | Япония               | 38     | 36      | 24     | 98    |
| 2     | Филиппины            | 14     | 14      | 17     | 45    |
| 3     | Республика Корея     | 8      | 6       | 5      | 19    |
| 4     | Пакистан             | 4      | 5       | 0      | 9     |
| 5     | Индия                | 4      | 4       | 5      | 13    |
| 6     | Китайская Республика | 2      | 4       | 6      | 12    |
| 7     | Израиль              | 2      | 1       | 1      | 4     |
| 8     | Бирма                | 2      | 0       | 2      | 4     |
| 9     | Сингапур             | 1      | 3       | 4      | 8     |
| 10    | Цейлон               | 0      | 1       | 1      | 2     |
| 11    | Индонезия            | 0      | 0       | 3      | 3     |
| 12    | Гонконг              | 0      | 0       | 1      | 1     |

Участники из остальных стран призовых мест не заняли.